# Kubak Belarusi 2022-2023
La Coppa di Bielorussia 2022-2023 (in bielorusso Кубак Беларусі, Kubak Belarusi) è stata la 32ª edizione del torneo, iniziata il 29 aprile 2022 e terminerà a il 28 maggio 2023. Il Homel' era la squadra campione in carica.
Il Tarpeda-BelAZ si è aggiudicato il trofeo per la seconda volta nella sua storia, battendo in finale il BATĖ Borisov.

## Turno preliminare
A questo turno hanno partecipato 74 squadre della Druhaja liha. Il sorteggio è stato effettuato il 13 aprile 2022.
| Squadra 1            | Risultato       | Squadra 2               |
| -------------------- | --------------- | ----------------------- |
| 29 aprile 2022       |                 |                         |
| Syerabranka          | 0 - 3           | Tarpeda Minsk           |
| Krupki               | 0 - 3           | Baboўnya                |
| Krasnapol'e          | 3 - 0           | Kiraŭsk                 |
| 30 aprile 2022       |                 |                         |
| Mëry                 | 5 - 2           | Pastavy                 |
| Čajka Zėl'va         | 1 - 0           | Fakel Navahrudak        |
| Vilija               | 1 - 5           | Žodzina-Paŭdnëvae       |
| Liashas              | 5 - 0           | Dnjapro Rahačoŭ         |
| Nadzeja Gorodišče    | 1 - 4           | Novaya Pryp'jat'        |
| Sjanno               | 4 - 1           | Niva Talačyn            |
| Kolas Čėrven'        | 1 - 1 (4-5 dtr) | Partizan Salihorsk      |
| Horki                | 8 - 1           | Zarya Kruhlae           |
| Žlobin               | 3 - 1           | Svetlahorsk             |
| Livadyja Dzjaržinsk  | 4 - 0           | Uzda                    |
| Sož Kryčaŭ           | 0 - 2           | Tekhnolog-BGUT Mahilëŭ  |
| Vetka DYuSSh         | 0 - 4           | Vertykalʹ               |
| Krečet               | 3 - 0           | Hranit Mikašėvičy       |
| Svislač              | 6 - 4           | Dzjatlava               |
| Smena Vaŭkavysk      | 0 - 1           | Hrodzienski             |
| Berazino             | 2 - 1           | Klečask Kleck           |
| Bumprom              | 17 - 1          | Iput DYuSSh             |
| MNPZ                 | 2 - 1           | DYuSSh-2 Rėčica         |
| Niva Doŭbizna        | 4 - 0           | Luninec                 |
| Ivanava              | 2 - 3           | Drahičyn                |
| 1º maggio 2022       |                 |                         |
| DYuSSh Ivacėvičy     | 1 - 0           | Jeŭraekspart            |
| Atlant Kobryn        | 1 - 4           | Malaryta                |
| Haradockija Ĺvy      | 2 - 4           | Hazavik Vicebsk         |
| Lepel'               | 1 - 6           | Vialies-2020            |
| DYuSSh Stolin        | 0 - 5           | Stanles Pinsk           |
| Krumkačy Minsk       | 5 - 1           | Ėnerhetyk-BGATU         |
| Nëman-Belkard Hrodna | 9 - 1           | Masty                   |
| Kronon Stoŭbcy       | 2 - 5 (dts)     | Viktoryja Mar"ina Horka |
| Ščučyn               | 6 - 2 (dts)     | Slonim City             |
| Staryja Darohi       | 1 - 0           | Respect Salihorsk       |
| Spartak Šchloŭ       | 5 - 1           | Niva Čavusy             |
| BDU Minsk            | 1 - 2           | Uni X Labs              |
| 5 maggio 2022        |                 |                         |
| Uradžajnaja          | 1 - 2           | Traktar Minsk           |
| 11 maggio 2022       |                 |                         |
| Spartak Sluck        | 3 - 1           | Falko                   |

## Primo turno
A questo turno hanno partecipato 36 squadre vincitrici il turno preliminare. Il sorteggio è stato effettuato il 10 maggio 2022.
| Squadra 1              | Risultato   | Squadra 2               |
| ---------------------- | ----------- | ----------------------- |
| 14 maggio 2022         |             |                         |
| Uni X Labs             | 5 - 4       | Tarpeda Minsk           |
| Bumprom                | 3 - 1       | Liashas                 |
| 15 maggio 2022         |             |                         |
| Malaryta               | 1 - 0       | Krečet                  |
| Ivacėvičy              | 3 - 7       | Niva Doŭbizna           |
| Sjanno                 | 4 - 5 (dts) | Mëry                    |
| Ščučyn                 | 2 - 1 (dts) | Hrodzienski             |
| Vertykalʹ              | 0 - 4       | MNPZ                    |
| Stanles Pinsk          | 2 - 0       | Novaya Pryp'jat'        |
| Hazavik Vicebsk        | 1 - 0       | Vialies-2020            |
| Tekhnolog-BGUT Mahilëŭ | 3 - 0       | Krasnapol'e             |
| Svislač                | 3 - 1       | Čajka Zėl'va            |
| Drahičyn               | 0 - 2       | Nëman-Belkard Hrodna    |
| Žodzina-Paŭdnëvae      | 9 - 1       | Berazino                |
| Spartak Šchloŭ         | 2 - 6       | Horki                   |
| Spartak Sluck          | 0 - 2       | Livadyja Dzjaržinsk     |
| Staryja Darohi         | 2 - 1 (dts) | Viktoryja Mar"ina Horka |
| Baboўnya               | 3 - 0       | Partizan Salihorsk      |
| Traktar Minsk          | 0 - 5       | Krumkačy Minsk          |

## Secondo turno
A questo turno hanno partecipato 18 squadre vincitrici il primo turno, due squadre avanzate direttamente a questo turno e 12 squadre della Peršaja Liha. Il sorteggio è stato effettuato il 18 maggio 2022.
| Squadra 1              | Risultato       | Squadra 2         |
| ---------------------- | --------------- | ----------------- |
| 28 maggio 2022         |                 |                   |
| Baboўnya               | 2 - 3           | Ljakamatyŭ Homel' |
| Malaryta               | 1 - 2           | Astravec          |
| MNPZ                   | 0 - 1           | Orša              |
| Stanles Pinsk          | 3 - 2           | Žlobin            |
| Horki                  | 1 - 2           | Baranavičy        |
| Ščučyn                 | 2 - 5           | Smarhon'          |
| Bumprom                | 0 - 1           | Maladzečna        |
| Nëman-Belkard Hrodna   | 1 - 6           | Žodzina-Paŭdnëvae |
| Tekhnolog-BGUT Mahilëŭ | 3 - 0           | Mëry              |
| Uni X Labs             | 0 - 4           | Naftan            |
| 29 maggio 2022         |                 |                   |
| Livadyja Dzjaržinsk    | 0 - 2           | Hazavik Vicebsk   |
| Niva Doŭbizna          | 1 - 1 (3-5 dtr) | Lida              |
| Polack                 | 0 - 9           | Makslajn          |
| Krumkačy Minsk         | 4 - 3 (dts)     | Slonim-2017       |
| Staryja Darohi         | 1 - 2           | Asipovičy         |
| Svislač                | 0 - 9           | Volna Pinsk       |

## Terzo turno
A questo turno partecipano 16 squadre vincitrici al secondo turno e le 16 squadre della Vyšėjšaja Liha. Il sorteggio è stato effettuato il 31 maggio 2022.
| Squadra 1              | Risultato       | Squadra 2           |
| ---------------------- | --------------- | ------------------- |
| 21 giugno 2022         |                 |                     |
| Smarhon'               | 1 - 3           | Sluck               |
| Makslajn               | 2 - 3 (dts)     | Vicebsk             |
| Asipovičy              | 1 - 3           | Nëman               |
| Stanles Pinsk          | 1 - 2           | BATĖ Borisov        |
| 22 giugno 2022         |                 |                     |
| Baranavičy             | 1 - 3 (dts)     | Ėnerhetyk-BDU Minsk |
| Žodzina-Paŭdnëvae      | 0 - 2           | Tarpeda-BelAZ       |
| Maladzečna             | 0 - 3           | Slavija-Mazyr       |
| Ljakamatyŭ Homel'      | 0 - 1           | Dinamo Brėst        |
| Krumkačy Minsk         | 0 - 3           | Islač               |
| Orša                   | 1 - 3           | Homel'              |
| Astravec               | 1 - 2           | Šachcër Salihorsk   |
| Tekhnolog-BGUT Mahilëŭ | 2 - 4           | Belšyna             |
| Volna Pinsk            | 2 - 2 (4-5 dtr) | Dinamo Minsk        |
| 23 giugno 2022         |                 |                     |
| Hazavik Vicebsk        | 0 - 5           | Dnjapro Mahilëŭ     |
| Lida                   | 1 - 3           | Arsenal Dzjaržynsk  |
| Naftan                 | 0 - 1           | Minsk               |

## Ottavi di finale
Il sorteggio è stato effettuato il 28 giugno 2022.
| Squadra 1           | Risultato       | Squadra 2          |
| ------------------- | --------------- | ------------------ |
| 30 luglio 2022      |                 |                    |
| Dinamo Brėst        | 1 - 1 (1-2 dtr) | Vicebsk            |
| Nëman               | 2 - 1           | Arsenal Dzjaržynsk |
| Tarpeda-BelAZ       | 1 - 0           | Islač              |
| 31 luglio 2022      |                 |                    |
| Dnjapro Mahilëŭ     | 0 - 2           | Slavija-Mazyr      |
| 18 novembre 2022    |                 |                    |
| Homel'              | 0 - 0 (5-6 dtr) | Belšyna            |
| 26 novembre 2022    |                 |                    |
| Sluck               | 1 - 0           | Dinamo Minsk       |
| Ėnerhetyk-BDU Minsk | 0 - 2           | BATĖ Borisov       |
| Minsk               | 1 - 2           | Šachcër Salihorsk  |

## Quarti di finale
Il sorteggio è stato effettuato il 6 dicembre 2022.
| Squadra 1                    | Totale          | Squadra 2         | Andata | Ritorno |
| ---------------------------- | --------------- | ----------------- | ------ | ------- |
| 4 marzo 2023 / 11 marzo 2023 |                 |                   |        |         |
| Tarpeda-BelAZ                | 2 - 2 (5-3 dtr) | Šachcër Salihorsk | 2 - 1  | 0 - 1   |
| Belšyna                      | 0 - 10          | BATĖ Borisov      | 0 - 5  | 0 - 5   |
| 5 marzo 2023 / 12 marzo 2023 |                 |                   |        |         |
| Slavija-Mazyr                | 2 - 1           | Sluck             | 2 - 0  | 0 - 1   |
| Vicebsk                      | 1 - 2           | Nëman             | 0 - 0  | 1 - 2   |

## Semifinali
Il sorteggio è stato effettuato il 14 marzo 2023.
| Squadra 1                       | Totale          | Squadra 2     | Andata | Ritorno |
| ------------------------------- | --------------- | ------------- | ------ | ------- |
| 18 aprile 2023 / 10 maggio 2023 |                 |               |        |         |
| Slavija-Mazyr                   | 0 - 1           | Tarpeda-BelAZ | 0 - 1  | 0 - 0   |
| 19 aprile 2023 / 10 maggio 2023 |                 |               |        |         |
| Nëman                           | 1 - 1 (4-5 dtr) | BATĖ Borisov  | 1 - 1  | 0 - 0   |

## Finale
| Arbitro: | Kul'bakoŭ (Homel') |

|  |           |                         |
|  | Marcatori | 17’ Harbačyk 80’ Essogo |